# Harry Bruce Woolfe
Harry Bruce Woolfe (1880-1965) est un réalisateur britannique.

## Biographie
Il est principalement connu pour avoir réalisé Armageddon en 1923 comme deuxième film.
Il a produit 47 films et réalisé 7 films. Il fut le fondateur de la biographie de films britanniques d'instruction. Né dans le Marylebone, à Londres et mort à Brighton, dans le Sussex en décembre 1965.

## Comme producteur
- 1923 : Armageddon
- 1924 : Zeebrugge
- 1925 : Official Record Of The Tour Of H.R.H. The Prince Of Wales Part 13
- 1925 : Official Record Of The Tour Of H.R.H. The Prince Of Wales Part 3
- 1925 : Official Record Of The Tour Of H.R.H. The Prince Of Wales Part 6
- 1925 : Official Record Of The Tour Of H.R.H. The Prince Of Wales Part 7
- 1925 : Britain's Birthright
- 1925 : Sons Of The Sea
- 1925 : Official Record Of The Tour Of H.R.H. The Prince Of Wales Part 11, 13, 14
- 1925 : Ypres
- 1925 : Palestine
- 1926 : Boadicea
- 1926 : Jerusalem
- 1926 : Dragons At The London Zoo
- 1926 : Mons
- 1926 : Nelson
- 1926 : Palaver
- 1927 : The Empire Series: Blazing The Trail
- 1927 : The Battles Of Coronel And Falkland Islands
- 1927 : West Africa Calling
- 1927 : Roman Britain
- 1927 : Electricity
- 1928 : Nigeria
- 1928 : Un cri dans le métro (Underground) d'Anthony Asquith
- 1928 : Thou Fool
- 1928 : Un drame au studio (Shooting Stars) d'Anthony Asquith et A.V. Bramble
- 1928 : Bolibar
- 1928 : The Sunshine Series: Spanish Onions
- 1928 : The Sunshine Series:Messina Lemons
- 1928 : The Sunshine Series: Jaffa Oranges
- 1928 : Naval Warfare, 1789-1805
- 1928 : The Benguela Railway: A Milestone In African Civilisation
- 1929 : Un cottage dans le Dartmoor (A Cottage on Dartmoor) d'Anthony Asquith
- 1929 : Lost Patrol
- 1929 : The Celestial City
- 1929 : The Runaway Princess d'Anthony Asquith et Fritz Wendhausen
- 1929 : Deferred Payment
- 1929 : Chamber Of Horrors
- 1930 : Windjammer
- 1931 : Tell England d'Anthony Asquith et Geoffrey Barkas (en)
- 1931 : Carnaval (Dance Pretty Lady) d'Anthony Asquith
- 1932 : John Smith & Son
- 1934 : Roadwards
- 1941 : Coal Front
- 1943 : A Queen Is Born
- 1944 : Tom's Ride
- 1947 : Let's Sing Together: One More River

## Réalisateur
- 1933 : A Typical Rural Distribution System
- 1933 : Electricity: From Grid To Consumer
- 1932 : England Awake
- 1925 : Sons Of The Sea
- 1924 : Zeebrugge
- 1923 : Armageddon
- 1921 : The Battle Of Jutland